# Запорожское (Луганская область)
Запорожское  (укр. Запорізьке) — село, относится к Старобельскому району Луганской области Украины. В некоторых источниках название села встречается как — Запорожье, Запорожна.
Население по переписи 2001 года составляло 386 человек. Почтовый индекс — 92722. Телефонный код — 6461. Занимает площадь 0,676 км². Код КОАТУУ — 4425186502.

## Местный совет
92740, Луганська обл., Старобільський р-н, с. Чмирівка, вул. Повітрянофлотська, 52а  (укр.)